# Saint-Fiacre, Côtes-d'Armor
Saint-Fiacre (tiếng Breton: Sant-Fieg) là một xã của tỉnh Côtes-d’Armor, thuộc vùng Bretagne, tây bắc Pháp.